# Департаменты Франции

Современная карта департаментов Франции

Основной территориально-административной единицей во Франции и ряде бывших колоний этой страны являются департаменты (фр. départements). Площадь департаментов составляет от 105 (Париж) до 83 000 (Французская Гвиана) км². Численность населения варьирует от 77 тыс. (Лозер) до 2,5 млн (Нор) человек. Департаменты были официально пронумерованы в соответствии с алфавитным порядком во время Великой французской революции (в настоящее время есть исключения из алфавитного порядка).

## Управление
Основным управляющим органом департамента является Генеральный совет (Conseil Général), избираемый сроком на 6 лет. С 1982 года советом руководит его президент. Административный центр департамента носит название «префектура».

## История

Карта департаментов Франции времен Первой империи (1812 год).

Деление государства на департаменты введено в ходе Великой французской революции — 4 января 1790 года Учредительное собрание заменило прежнее деление на провинции новой структурой. 4 марта того же года были образованы первые 83 департамента. В 1810 году в результате расширения территории Французской империи число департаментов было увеличено с 83 до 130, но после поражения Наполеона в 1815 году составило 86. С 1848 по 1962 год на департаменты был разделён (фр.) Французский Алжир.
Сейчас в составе Франции 101 департамент, из них 5 — заморские.